# NGC 6378
NGC 6378 је спирална галаксија у сазвежђу Змијоноша која се налази на NGC листи објеката дубоког неба.
Деклинација објекта је + 6° 16' 53" а ректасцензија 17h 30m 41,8s. Привидна величина (магнитуда) објекта NGC 6378 износи 14,0 а фотографска магнитуда 14,8. NGC 6378 је још познат и под ознакама UGC 10884, MCG 1-44-9, CGCG 55-1, PGC 60418.